# Városháza (Székesfehérvár)
A székesfehérvári városháza épületei a történelmi belvárosban, a Városház téren állnak. A három részből álló épületegyüttes a város kiemelkedően fontos műemlékei közé tartozik. A legrégebbi épületrész a főépület, mely középkori eredetű. Felújítása és átépítése a város oszmán uralom alóli felszabadulását (1688) követően kezdődött meg barokk stílusban. A második épület, a Zichy-palota 1781-re épült fel a késő barokk egyik ágának számító copf stílusban. Mai formáját 1936–1937-ben nyerte el. A harmadik épület, a szintén copf egykori lakópalota 1790 körül épült. 
A városháza főépülete évszázadok óta otthont ad a város sorsáról döntő gyűléseknek, egyéb kiemelkedő eseményeknek, úgy mint díjátadóknak, külföldi követek fogadásának, ezért igen fontos politikai és kulturális jelentőséggel bír Székesfehérvár életében. Emeletén a Szent Korona, a koronázási kard és az országalma hiteles másolata, valamint Aba-Novák Vilmos és Kontuly Béla szekkója látható. Az egyik legjelentősebb barokk épület Magyarországon.

## Története
Csak a főépület történetéről vannak részletes információk. 
Az épületre vonatkozó történeti források első adata a török hódoltság megszűnését követő hónapban készített úgynevezett I. számú összeírás. Eszerint a 122-es szám alatti ingatlan a városháza (Pro domo Senatori), míg a szomszédos telkeknél, házaknál nem tüntetett fel tulajdonosokat. Az épület tulajdonjoga nagy vitát váltott ki, Herdegen provisor 1688 májusában a 122-es számú házat Babocsay Ferenc veszprémi főkapitánynak juttatta. A következő hónapban azonban a polgárságnak adományozta (mint az összeírásból is kitűnik) tanácsház céljára. A tulajdonjoghoz mindkét fél ragaszkodott, de a polgárság tiltakozására az Újszerzeményi Bizottság a polgárok tulajdonjoga mellett döntött, ami ellen a főkapitány még 1688. július 23-án is tiltakozott. A birtokvita ekkor sem fejeződött be, hiszen a polgárság 1690-ben felsőbb hatóságokhoz folyamodott, hogy visszakapja a tanácsházat. A jogvitából arra következtethetünk, hogy a török korból, esetleg azt megelőző időkből származó, leromlott állapotú épületről folyt a vita.
Helyreállítását, átépítését az 1690-es években kezdték el. Az 1693. évi május 27-i tisztújítást már az épületben tartották. Neve ekkor latinul: Domus Senatoria, vagyis Szenátorok Háza. Végleges felújítása azonban ebben az évtizedben nem fejeződött be. A felújítási munkák alatt rövidebb ideig a Fekete Sas Szállóba költözött a bírói hivatal, s vele együtt a kancellária két írnoka is. Az épületfelújítás a következő évtizedben is folytatódott. A városháza barokk külsejét az 1710-es években kapta, 1717-1718-ban elkészül a díszes kőkapu is, Thomas Walch kismartoni kőfaragó munkája. A XVIII. század végén még börtönként is használták az épületet, 1767-ben a fogvatartottak megszöktek az épületből, így szükségessé vált a megerősítés és a börtön bővítése, ezt 1780-ban végezték el.
1813-ban nagyobb átalakítást végeztek; az épület egy részét elbontották, helyére újat emeltek, amelyben a levéltárat helyezték el. A folyamatosan növekedő adminisztráció elhelyezését azonban nem tudták véglegesen megoldani, így 1837-ben új székház építését határozták el. A klasszicista stílusú székház tervét a székesfehérvári születésű Ybl Miklós készítette. A székházépítés azonban hamarosan lekerült a napirendről. A maihoz hasonló politikai struktúra 1848-ban jön létre, májusban közgyűlést választanak a fehérvári polgárok. 1897-ben Dieballa György városi tanácsos ötlete nyomán új elképzelés születik, mely szerint a városházát a Kossuth utcába kell költöztetni, az Árpád fürdő és a postapalota közötti területre.
Végül 1912-ben születik meg a döntő lépés, Saára Gyula polgármestersége idején, aki a városi hivatalok elhelyezésére 1912-ben megvásárolta a Zichy-, Bierbauer- és Obermayer-házakat. 1914-ben országos tervpályázatot írnak ki, de a városháza átalakítására csak 1936-1937-ben került sor Kotsis Iván tervei alapján. A jelenlegi 2-es épület a Szigethy-ház, a Bierbauer ház és az Obermayer ház bontásával, valamint a Zichy-ház bővítésével nyerte el végleges formáját figyelembe véve a gyakorlati használhatóságot és a műemlékszerűség megőrzését.
2015-re elkészült a harmadik épület teljes felújítása. A munka kezdetekor Cser-Palkovics András polgármester bejelentette a teljes épületegyüttes felújítását, mely az elkövetkező néhány évben valósul meg.
2017. december 1-én reggel fél kilenc körül a városháza főépületét és a harmadik épületet robbanás rázta meg, aminek következtében az épületekben kisebb károk keletkeztek, de személyi sérülés nem történt. A város képviselő-testülete éppen ülésezett, a közgyűlést megszakították, és a Hiemer-házban folytatták. Az épületekben tartózkodó csaknem 300 ember gyorsan kijutott a füsttel teli folyosókon. A főépületben a legnagyobb kár a koronázási jelvények másolata fölötti üvegátriumban keletkezett, ami teljesen beszakadt, a jelvények azonban az üvegvitrinnek köszönhetően nem sérültek. Cser-Palkovics András polgármester és a katasztrófavédelem közleménye szerint a főépület és a harmadik épület közötti, éppen felújítás alatt álló Arany János utcában egy földalatti kábelcsatornában volt egy elektromos robbanás, majd kisebb tűz.

## A városháza épületei

### Főépület

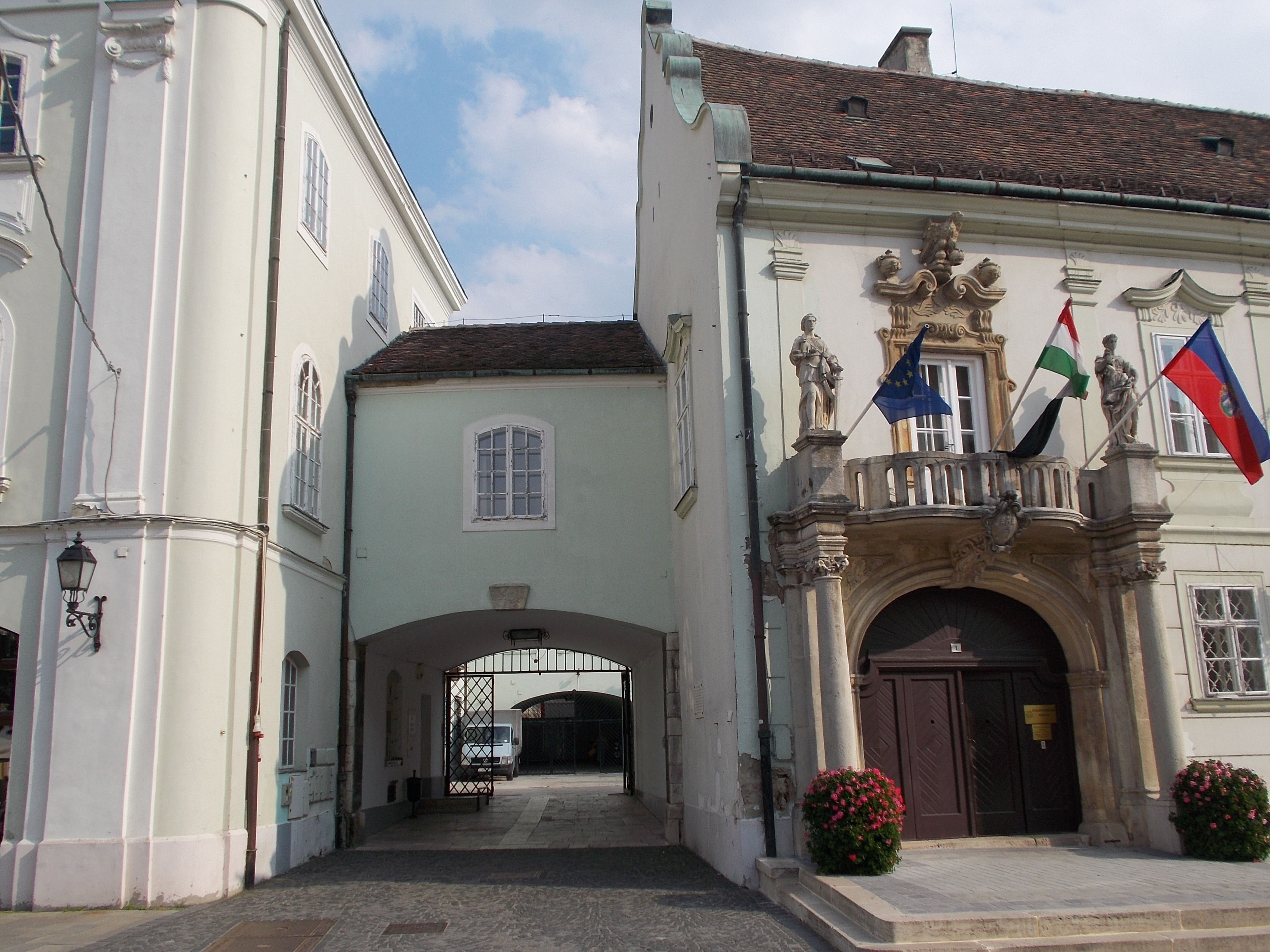
Átjáró a Zichy-palota és a főépület között. Jobbra a főbejárat és a kőerkély Iustitia és Prudentia szobraival

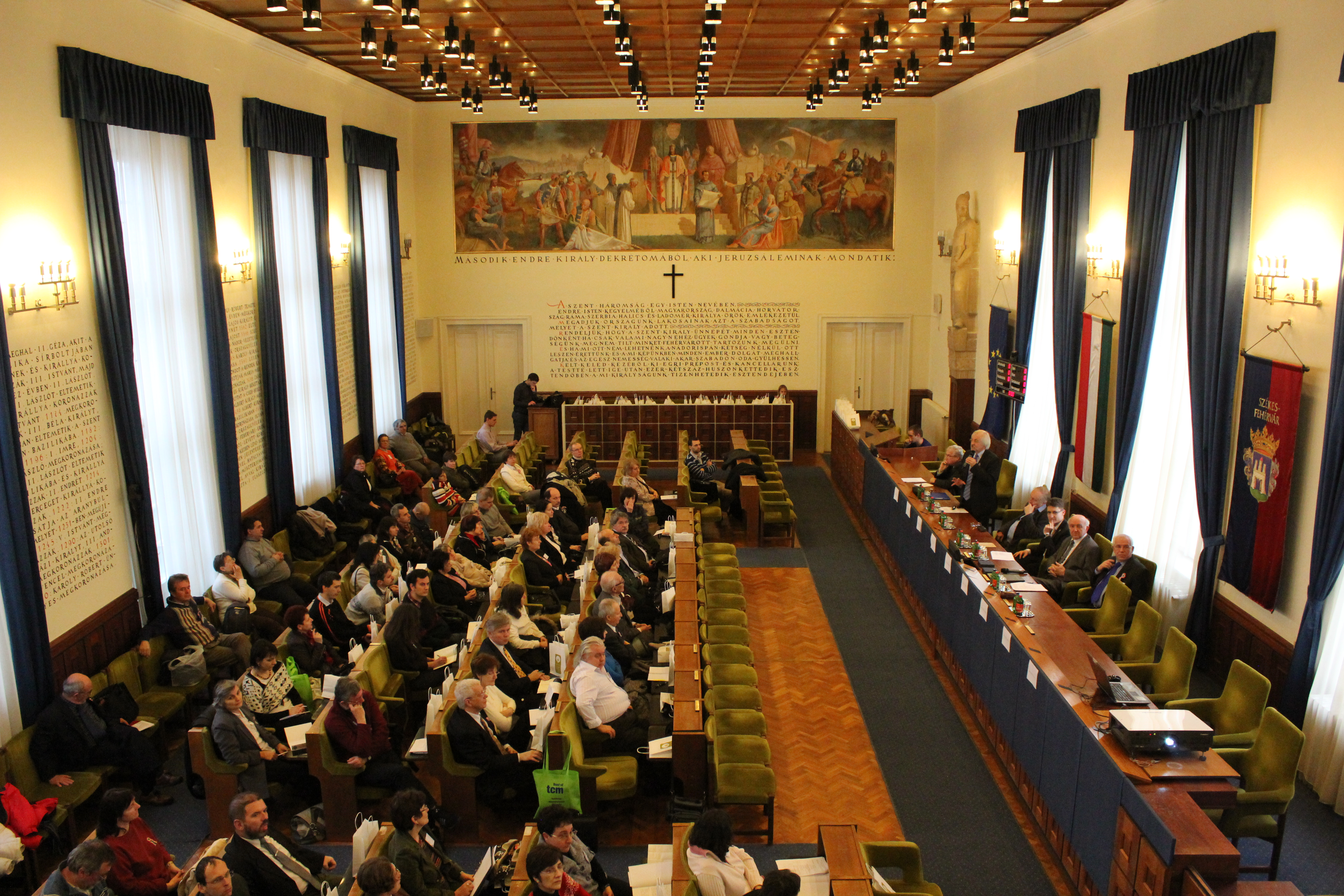
A nagytanácsterem 2013-ban, még a felújítás előtt

Terek és utca által határolt területen, tagolt tömegű, részben beépítésben álló, szabálytalan alaprajzú, kétszintes, belső udvaros copf stílusú épületegyüttes, cseréptetővel.
A Városház tér felőli épület nyeregtetős, főhomlokzata 12 tengelyes, keleti első tengelyében hangsúlyos, erkélyes, oszlopos, díszes kapuval. Az épület két rövidebb homlokzatát hullámos, szellőzőkkel áttört oromzat zárja le, keletről részben beépített kétszintes átjáróval. A homlokzaton azonos magasságú lábazat, övpárkány és enyhén golyvázott főpárkány fut végig. Valamennyi ablaknyílása szalagkeretes, egyenes záródású, alul kis könyöklőpárkánnyal, felül a könyöklők alatt domborított mezőkkel, a törtvonalú szemöldökpárkányok mezőiben ornamentális dísszel. A főhomlokzat falsíkja a földszinten vízszintes falsávokkal tagolt, felül a toszkán fejezetű pilaszterekkel tagolt, fejezetei felett palmetta díszekkel.
A kapu félköríves záródású, konzoltagos zárókövén pillértagos, áttört mellvédű erkéllyel, két oldalról kompozit fejezetű oszlopszékes oszlopokkal és pilaszteres támaszokkal, amelyek kiemelkednek. Az erkély mellvédje hullámtagos, a konzoltag felett városcímerrel, a pilléreken Iustitia istennő, az igazságosság és Prudentia istennő, az okosság allegorikus szobraival.
A főépületet és annak L alaprajzú délnyugati szárnyát a tőle keletre álló egykori Zichy-palotával árkádos, egyszintes épületrészek kötik össze. Alul mindkét épületrész majdnem teljes szélességében nyitott, kőkeretes, záróköves, boltozott, felül kis ablakokkal tagolt, a nyílások alkalmazkodnak a környező épületek architektúráihoz.
Nagytanácsterem
A város közgyűlése a nagytanácsteremben, másnéven a díszteremben tartja üléseit. A terem éke a Kontuly Béla által készített monumentális szekkó, amely II. Endrét ábrázolja, amint Fehérvárott kihirdeti az Aranybullát. A freskó alatt az Aranybullából vett idézet olvasható. A termet 2013-ban teljes egészében fölújították.
További nevezetességei
Az Aba-Novák Vilmos szekkóival díszített emeleten található a Szent Korona, az országalma és a koronázási kard hiteles másolata. A polgármesteri iroda és a kistanácsterem is egyedileg védett érték. A főépület díszudvarán két időkapszula van elhelyezve.

### Zichy-palota

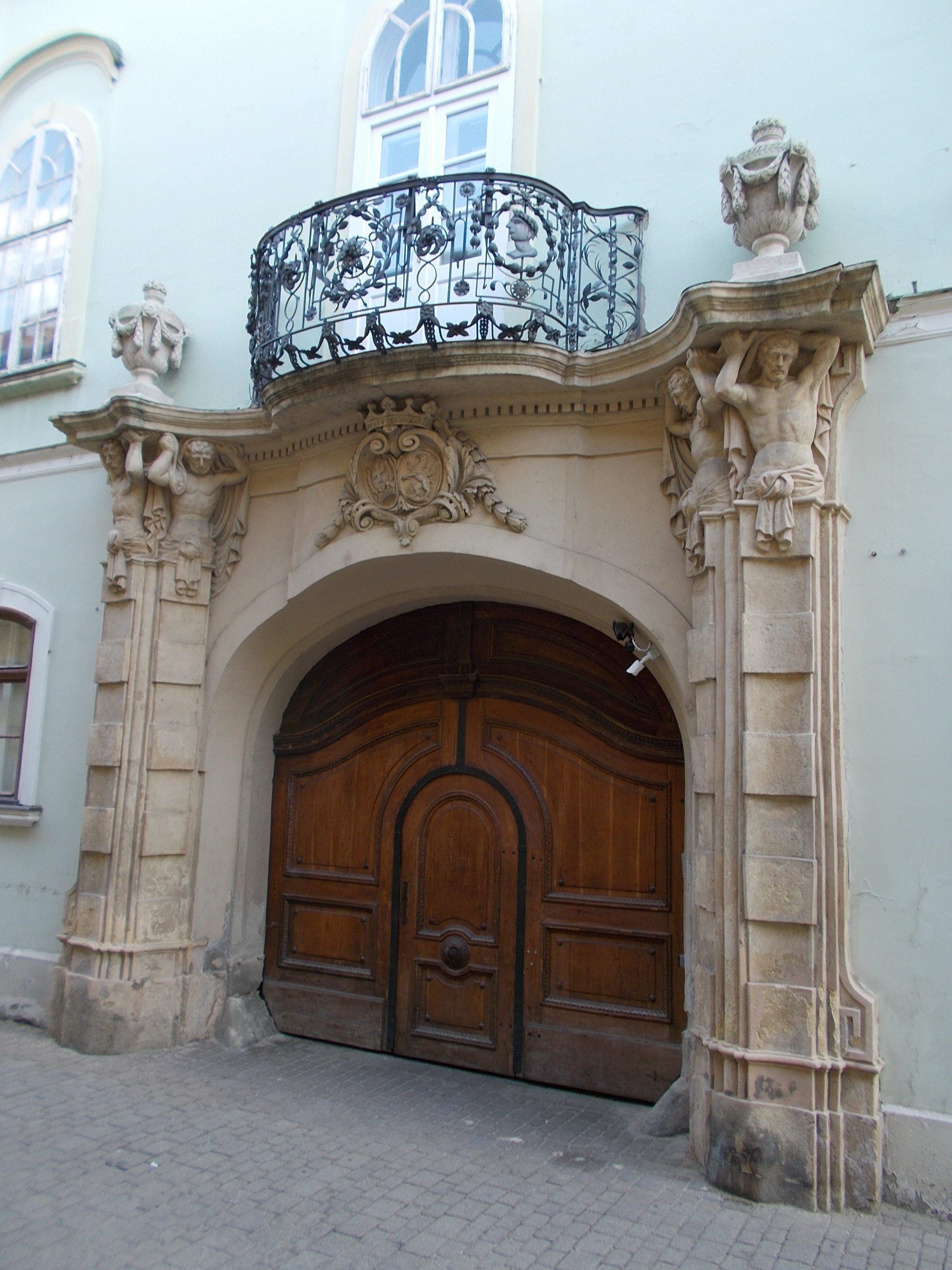
A Zichy-palota atlaszos kapuja

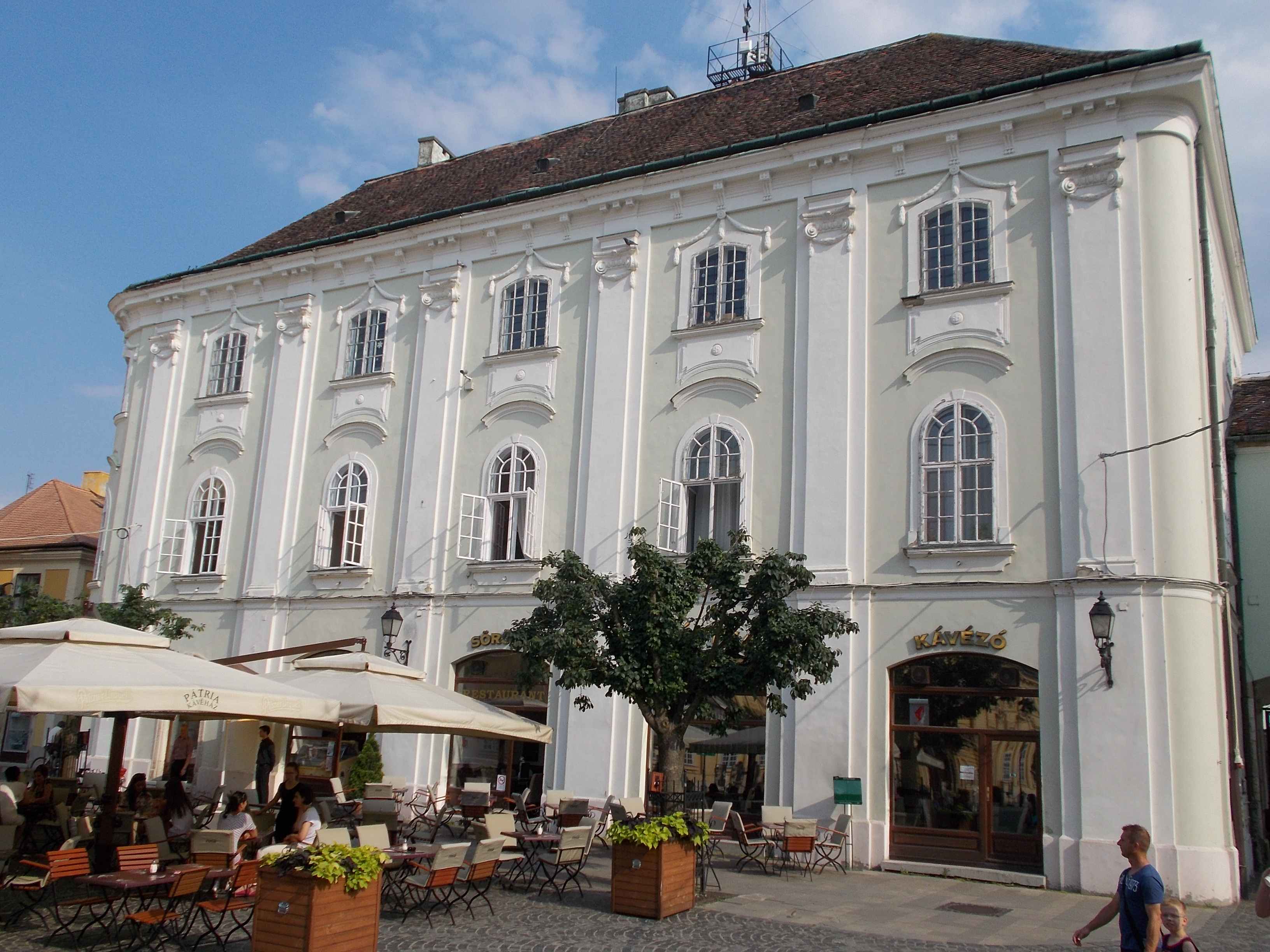
A Zichy-palota a Városház tér felől

Terekkel és egy utcával határolt területen, részben beépítésben álló, szabálytalan négyszögalaprajzú, belső udvaros, háromszintes, eltérő homlokzattagolású, copf stílusú épület, cserépfedéssel.
A hosszabbik főhomlokzati rész 10 tengelyes, az északi és a déli szárny öttengelyes, hozzáépített újabb öttengelyes, tört homlokívű épületrésszel, eltérő járószint magassággal. Az északi szárny nyugati homlokzata egy tengely szélességben, szabad, a többi részéhez kétszintes épületrész kapcsolódik.
Az alsó szint ajtó- és ablaknyílásai, két egyenes záródású ablak kivételével szegmentíves lezárásúak, nagyrészt szalagkeretesek, a keleti homlokzaton zárókövesek.
Az első emeleti ablakok félköríves lezárásúak, szalagkeretesek, zárókővel, könyöklőpárkánnyal, az északi homlokzaton könyöklőmezőkkel, ill. az északi és keleti homlokzatokon magasra helyezett íves szemöldökpárkányokkal.
A főhomlokzat hangsúlyos eleme a Zichy-címerrel díszített, Atlasz titán stilizált szobrai által tartott díszes, kovácsoltvas korláttal ellátott erkély. Az atlaszok fejét kőkorsó díszíti.
A szabálytalan alakú belső udvar nyugati szakasza eltérő szintmagasságú, lépcsőkkel összekötött. A kocsibejáró boltozott, innét szegmentíves, kétszárnyú lépcsőházi ajtó nyílik.
Az északi és déli szárnyat, nyugatról, kétszintes, eltérő magasságú, öttengelyes szárny köti össze, középtengelyében konzolokkal alátámasztott, vasmellvédes erkéllyel, francia-ajtóval, egyenes záródású, szabályos kiosztásban álló ablaknyílásokkal. A két szintet csak az erkély járószintje osztja meg.

### A harmadik épület

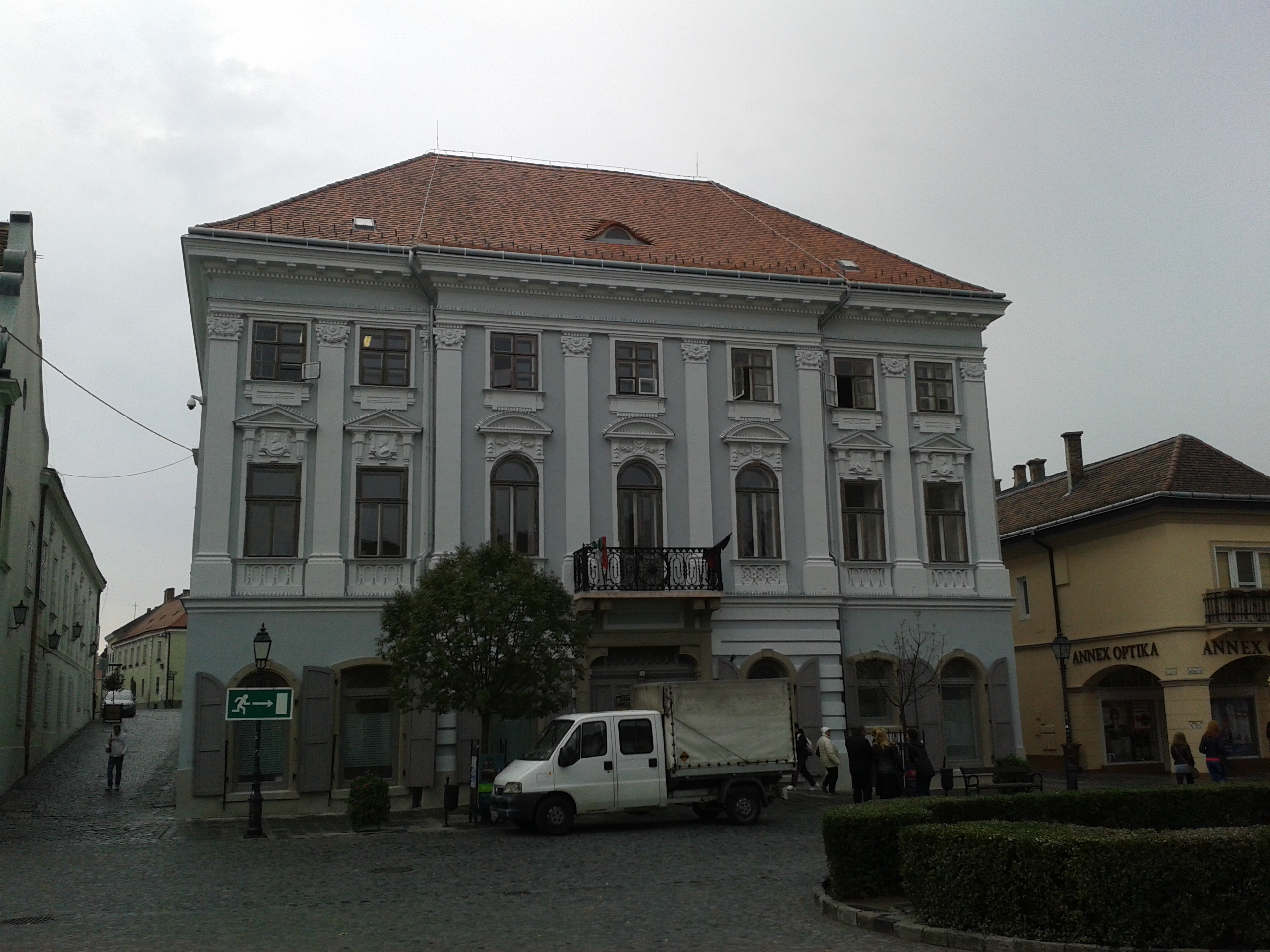
A városháza harmadik épülete

Tér és utcák által határolt területen, részben beépítésben álló, háromszintes, U alaprajzú, kis belsőudvaros, cserépfedéses copf stílusú épület, déli irányban enyhén emelkedő terepen.
Térre néző óriás pilaszteres főhomlokzata héttengelyes, háromtengelyes középrizalittal. A két utcai homlokzatának a keleti oldala négy-, a nyugati oldala hattengelyes, részben szabályos kiosztásban. A két oldalsó homlokzat északi tengelyében vakablakok állnak mindkét szinten.
Az épületen azonos magasságú pinceablakokkal áttört lábazat, öv- és változatos kiképzésű teljes főpárkányzat fut körbe; a főhomlokzati szakasza fogrovatos és kis konzolos, az oldalak mentén profiltagos.
Az épület alsó szintjének kőkeretes, záróköves, ablak és ajtó nyílásai szabályos, illetve az oldalakon, eltérő kiosztásúak, félkör- illetve szegmentíves záradékúak, főhomlokzatán zsalugáterekkel.
A főkapu ugyancsak kőkeretes, konzoltagos. Vasmellvédes erkélyét páros konzolok támasztják alá. A rizalit alsó zónájának faltagolása, vízszintes falsávos.
Az emeleti ablaknyílások, a rizalit középső ablakaitól eltérően, amelyek félkörívesek, valamennyi egyeneszáradékos, változatos könyöklő- és szemöldökmezőkkel képzettek: a középső szint főhomlokzati mezőit fonat és plasztikus félprofilos alakok díszítik, változatos aedikulás lezárással.
Főhomlokzatának két felső szintjét egységesen copf-fejezetes óriás pilaszterek fogják össze.